# Anton Günther af Oldenborg
Anton Günther (født 10. november 1583, død 19. juni 1667) var den sidste greve i det selvstændige Grevskab Oldenborg. Han regerede klogt, og det lykkedes ham stort set at holde sit land fri af Trediveårskrigen. 
Anton Günther regnes som én af den Oldenborgske hesteraces grundlæggere. 

## Ægteskab
Anton Günther levede i et barnløst ægteskab med prinsesse Sophie Katharina af Slesvig-Holsten-Sønderborg, der var datter af Alexander af Sønderborg.

## Oldenborgs deling
Efter grev Anton Günthers død tilfaldt størstedelen af Oldenborg den danske konge, der var grevens fjerne slægtning. Mindre dele tilfaldt dog grev Anton von Aldenburg, der var Anton Günthers naturlige søn, og Magdalene, der var Anton Günthers søster.